# Puilacher
Puilacher är en kommun i departementet Hérault i regionen Occitanien i södra Frankrike. Kommunen ligger i kantonen Gignac som tillhör arrondissementet Lodève. År 2022 hade Puilacher 644 invånare.

## Befolkningsutveckling
Antalet invånare i kommunen Puilacher
Referens:INSEE